# De achtjaarlijkse god
De achtjaarlijkse god is een sciencefictionverhalenbundel uit 1971 van de Belgische schrijver Eddy C. Bertin.

## Korte verhalen
1. De stad
2. De vleugels van de nacht
3. Als twee grote witte spinnen
4. Kom zachtjes, kom lieflijk naar de plek waar ik wacht
5. Ontmoeting van twee vreemdelingen
6. Liefde’s kronkelwegen
  1. Een teugje donkere wijn
  2. De smaak van jouw liefde
7. Ergens...
8. Tijdstorm
9. Uit een gordijn van regen en duisternis
10. De Achtjaarlijkse God
11. Ik haat je!
12. Alle schaduwen van de angst
13. De gedachteneter
14. De krijsende muren
15. In de stervende stad